# Aldama, Chiapas
Aldama là một đô thị thuộc bang Chiapas, México. Năm 2005, dân số của đô thị này là 4906 người.